# Praia da Armação do Pântano do Sul

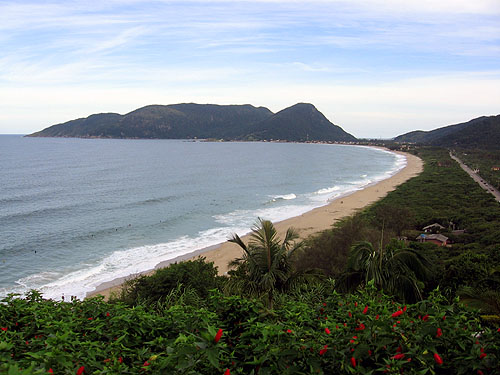
A praia da Armação.

A Armação do Pântano do Sul ou simplesmente Armação é uma praia brasileira e um bairro de mesmo nome situados na cidade de Florianópolis, no estado de Santa Catarina.
Localizada a 25 quilômetros do centro de Florianópolis, convive com o fluxo turístico e os praticantes de surfe. Atualmente, é um dos principais núcleos de pesca artesanal de Florianópolis.
O nome Armação surge da antiga atividade econômica, a produção de óleo de baleia para a iluminação urbana. Além do óleo, outras partes do cetáceo eram aproveitadas, como a carne, a gordura e até as barbatanas. Com isso, a pesca predatória levou à quase extinção do animal. Atualmente, as baleias franca são fortemente preservadas e o turismo de observação é fonte de renda para Santa Catarina.
No aspecto histórico, a Igreja de Sant'Anna, construída em 1772 é a principal atração. No local, os arpoadores e tripulantes das baleeiras se confessavam e ouviam missa antes da pesca começar. Em seguida, o sacerdote descia à praia para benzer as embarcações que iam para o mar. Da igreja original, praticamente nada mais resta, embora ainda conserve muitas características da reforma feita em 1838. Outra reforma, realizada em 1948, modificou totalmente a fachada original do prédio.